# Kobilje
Kobilje (madžarsko Kebeleszentmárton) je naselje v Občini Kobilje, ki leži ob Kobiljanskem potoku na vzhodu Ravenskega.

## Zgodovina
Kobilje oziroma Kobiljski potok je v starih dokumentih prvič omenjen leta 1208 kot aguam Kobula in potem še kot Kebela (1236), Kebelie (1329) in Kebele (1338). Vas pa so imenovali Kebeleszentmarton - Kobiljanski sv. Martin. Razvila se je ob cerkvi svetega Martina na vzpetini, približno kilometer stran od sedanje župnijske cerkve. Hrib ljudje še vedno imenujejo Szen(t) Marton - Sveti Martin, medtem ko je središče fare zdaj ob potoku Kobilje. Cerkev na hribu je leta 1271 že stala, tedaj je omenjena v neki madžarski kraljevi listini. Tej vasi so pravili tudi slovenski otok v madžarskem morju. Madžarski zgodovinar Istvan Kniezsa trdi v svoji knjigi Narodi na Madžarskem v XI. stoletju, da so vzdolž Ledave, Kobiljskega potoka in Velike Krke tudi še v 11. stoletju bivali Slovenci. Madžarski zgodovinar dr. Jožef Holub pa omenja na tem območju »hospites« - tuje naseljence nemadžarske narodnosti. Do 12. stoletja so bili to Slovani, po 12. stoletju tudi Nemci. Po teh in še nekaterih podatkih sklepajo strokovnjaki, da so na Kobilju leta 1271 živeli Slovenci.
Leta 1562 je bilo Kobilje še naseljeno, prav tako 1566. V času turških pohodov so bile naselbine ob Kobiljskem potoku povsem uničene. Zato vizitacijski zapisniki zagrebške škofije, kamor je ta del Prekmurja spadal do leta 1777, Kobilja v drugi polovici 17. stoletja in v začetku 18. stoletja sploh ne omenjajo. Na Turke spominjata le ledinsko ime Turško pokopališče in legenda, ki pravi, da je v eni od gomil pokopan turški poveljnik. Ko so bile porušene, so Kobilje imenovali Kebele pusta. Leta 1683 je bila vas še nenaseljena. Leta 1747 pa so poklicali tiste, ki so se javili pri knezu zaradi naselitve Kobilja in jim sporočili pogoje za naselitev. Kmalu zatem je 37 družin sklenilo večno pogodbo fevdalne narave z Eszterhazyjevim gospostvom. Eszterhazyji so bili namreč lastniki Kobilja več stoletij. Po imenih sodeč so prišli v Kobilje večinoma Slovenci, v glavnem iz bogojinske župnije. Zaradi tega je bilo Kobilje po novi naselitvi dodeljeno Bogojini in ostalo do leta 1839. Potem je bila vas priključena pretežno madžarski župniji Dobrovnik. Novi naseljenci so si v Kobilju postavili lesene hiše in si zgradili leseno kapelo z zvonikom, ki jo je leta 1814 zamenjala zidana cerkvica in leta 1925 sedanja cerkev. V tej je 8 vitrajev, izdelanih po načrtih Staneta Kregarja, iz leta 1972 in 1973. Število družin v vasi se je povečevalo, krčili so gozdove in širili njive. Vas je imela svojega svinjskega pastirja, kanasa, ki je vsako jutro z velikim volovskim rogom šel po vasi in trobil ter zbiral svinje v čredo. Vsak dan je dobil po enega dečka ali deklico v pomoč. V 19. stoletju so znali skoraj vsi moški v vasi delati lonce. V Kobilju je tedaj delovalo deset lončarskih peči. Žgane lonce so vozili na sejme in jih ponujali v zamenjavo za pšenico, rž ali koruzo. Gospodinja, ki je hotela imeti lonec, ga je morala dvakrat ali trikrat zvrhano napolniti s pšenico. Zadnja lončarska peč je ugasnila leta 1960.
Leta 1848 je bilo z državnim zakonom določeno, da se kmetom odmeri zemlja, ki jo imajo v posesti in jo obdelujejo. Kobiljanom so jo odmerili po pogodbi iz leta 1748, a jim ni bila pogodu, zato so se pravdali, uspeli pa le deloma. Ker je bilo zemlje premalo za vse, so nekateri začeli opravljati sezonska dela ali odšli na tuje s trebuhom za kruhom. V Kobilje pa so prišli Kranjci, ti so bili strokovnjaki za sekanje gozdov, veliko jih je ostalo in se poročilo s kobiljanskimi dekleti. Kranjci so Kobiljane preusmerili od lončarstva k tesarstvu. Doma so govorili in molili slovensko, v cerkvi pa le madžarsko, dokler ni leta 1935 kaplan Štefan Lejko uvedel slovenske pridige. Prvo proščenje sv. Martiņa, ki je patron cerkve, je bilo v slovenskem jeziku 15. 11. 1937. Dve leti zatem je oživelo prosvetno društvo, ustanovljen je bil Fanțovski odsek in odprta knjižnica. Leta 1937 je bil na Kobilju velik prosvetni tabor. Šest let zatem je bila imenovana redna župnija.

## Znani krajani
- Mihael Bukovec - nogometni trener